# 人間衛視
人間衛視（全称人間電視股份有限公司）是佛光山旗下基金會“佛光山電視弘法基金會”所經營的電視台，原名“佛光傳播事業股份有限公司”、“佛光衛星電視臺”（简称“佛光衛視”）、“人間衛星電視股份有限公司”，為佛光山文化事業體系下之非營利事業。
1997年12月14日，佛光山電視弘法委員會（佛光山電視弘法基金會前身）創立了佛光衛視，並於林口體育館舉行開台典禮。
2002年10月起，佛光衛視以「年輕化、教育化、國際化、公益化」為願景，以「華人首座國際NPO/NGO電視平台」為定位，更名為「人間衛視」。人間衛視的logo沿用佛光衛視的logo，logo上由內而外伸出的蓮花花瓣，象徵宏觀的國際化視野，將關懷層面觸及全世界，灑下心的種子。而包容於內的三片蓮花花瓣則分別代表蓬勃的年輕朝氣、教育理念的傳達、以及對公益的深切關懷，也是人間衛視製作節目的理念。
人間電視為非商業電視台，資金來源為善心人士捐款及由佛光山寺共同經營，成立宗旨為淨化人心、共創人間淨土。人間電視曾被坊間定義為宗教電視台，自2007年始開始往公益電視台方向，並定頻於有線電視第七頻道，力圖擺脫宗教台之形象。2001年獲行政院新聞局頒發「九十年度優良衛星電視頻道獎」。

### 佛光山電視中心
佛光山電視中心，成立於1998年元月，前身為佛光山視聽中心，原位於佛光山大雄寶殿後方，並設置專業錄音室，提供保存早期佛光山法師的歷史珍貴音像。1997年底佛光衛視開台，佛光山電視中心遂搬遷至佛光山玉佛樓，內設有大型攝影棚、副控室、剪接室、對剪室、會議室等，並轉型為電視節目的後製作單位，下設節目部、業務組、新聞組、工程組、攝影組等，同時也肩負著各類型節目影音DVD製作出版業務。十年來，佛光山電視中心由隨著人間衛視的發展及需求，已發展成為人間衛視的南部新聞中心、影音DVD後製及出版、節目週邊商品之開發、佛光山海內外各別分院道場影音製作及影音相關商品物流。以及提供佛光山寺常住各大型活動、教內活動及各類型課程拍攝錄影、後製剪輯出版等服務。

## 歷任總經理
- 第一任：周志敏（1998年1月-2002年5月）
- 第二任：張宗月（2002年6月-2006年12月）
- 第三任：王尚智（2007年1月-2008年1月）
- 第四任（現任）：覺念法師（2008年1月-）

## 外部連結
- 人間衛視 （页面存档备份，存于）（繁體中文）
- 007 人間衛視 - 中華電信 MOD 網站 （页面存档备份，存于）（繁體中文）
- 人間衛視的Facebook專頁（繁體中文）
- YouTube上的人間衛視頻道（繁體中文）